# Unmasked
Unmasked is het achtste studioalbum van de hardrockband Kiss. Het album verscheen op 20 mei 1980 en werd geproduceerd door Vini Poncia. Het is het laatste album met drummer Peter Criss.
Er zijn drie singles van uitgebracht: Shandi, Talk To Me en Tomorrow.

## Nummers
1. Is That You? (Gerard McMahon)
2. Shandi (Paul Stanley, Vini Poncia)
3. Talk to Me (Ace Frehley)
4. Naked City (Gene Simmons, Poncia, Bob Kulick, Pepe Castro)
5. What Makes the World Go 'Round (Stanley, Poncia)
6. Tomorrow (Stanley, Poncia)
7. Two Sides of the Coin (Frehley)
8. She's So European (Simmons, Poncia)
9. Easy As It Seems (Stanley, Poncia)
10. Torpedo Girl (Frehley, Poncia)
11. You're All That I Want (Simmons, Poncia)